# Claude Favre
Pour les articles homonymes, voir Favre.
Claude Favre est une poète et performeuse française.

## Biographie
À partir de 2005, elle écrit et publie de nombreux textes dans des revues/papier telles que Mouvement, Action poétique ou Esprit.
Elle fait des lectures / performances de ses textes, ou d'autres auteurs, seule, ou avec des musiciens, tels Dominique Pifarély ou François Corneloup.
En 2016 elle publie Crever les toits, etc.,.

## Œuvres
- Nos langues pour des prunes, Éditions 22 (montée) des poètes, 2006
- L'Atelier du pneu, éditions 22 (montée des poètes), 2007
- Laps 15, Le Suc et l’Absynthe, 2006
- Sang.S, avec des encres de Jacky Essirard, Atelier de Villemorge, 2008
- avec Éric Pessan Interdiction absolue de toucher les filles même tombées à terre, Cousu main, 2011
- Autopsies, CD avec Nicolas Dick, label MicrOlab, 2011
- Métiers de bouche, ijkl, Ink, 2013
- Vrac conversations[4], Éditions de l'Attente, 2013
- A.R.N._voyou, éd. Revue des Ressources, 2014
- Crever les toits, etc. – suivi de Déplacements, septembre 2016[2],[3] , Les Presses du réel, Al Dante, collection Pli, 2018
- Sur l'échelle danser, Série discrète, 2021
- Zinzins, Fidel Anthelme X, 2021
- Ceux qui vont par les étranges terres les étranges aventures quérant, Lanskine, 2022 (prix de poésie du Bellovidère 2024)
- Thermos fêlé, éditions L'herbe qui tremble, 2023
- Alep, quinze heures du matin, Les Presses du réel/Al Dante, 2023
- C'est ce que l'on désire, co-écrit avec Jean-Philippe Cazier et Frank Smith, Lanskine, 2024
- membres fantômes / temps mêlés, LansKine, 2025

### Participations
Elle publie des textes dans les revues Mouvement, Action poétique, Aka, Esprit, Gare maritime, Hex/Budapest, Offerta speciale/Turin, Série discrète, Espace(s), Nioques, Pli, Hector, Attaques…, puis à partir de 2007 dans les revues numériques Poezibao, Libr-critique, Remue.net, La vie manifeste ou Diacritik.